# شوراب سفلی (فریمان)
شوراب سفلی یک منطقهٔ مسکونی در ایران است که در دهستان سنگ بست واقع شده‌است. شوراب سفلی ۱۵۳ نفر جمعیت دارد.